# Günter Knoblich
Günter Knoblich (* 25. Januar 1953 in Georgsmarienhütte) ist ein ehemaliger deutscher Fußballspieler.

## Werdegang
Der Stürmer Günter Knoblich begann seine Karriere beim VfL Kloster Oesede und wechselte im Jahre 1972 zum VfL Osnabrück in die seinerzeit zweitklassige Regionalliga Nord. Mit den Osnabrückern schaffte er zwei Jahre später die Qualifikation für die neu geschaffene 2. Bundesliga. Knoblich kam in den beiden Jahren auf 26 Regionalligaspiele, in denen er drei Tore erzielte. 
Knoblich wechselte daraufhin zur SpVg Emsdetten 05 in die drittklassige Verbandsliga Westfalen, mit denen er sich 1978 für die neu geschaffene Oberliga Westfalen qualifizierte. Ein Jahr später spielte Knoblich für ein Jahr beim Ligarivalen Bünder SV, bevor er 1980 zu seinem Heimatverein VfL Kloster Oesede zurückkehrte. Von 1982 bis 1985 war er Spielertrainer im Verein.